# Final da Taça dos Clubes Campeões Europeus de 1967–68
A Final da Taça dos Clubes Campeões Europeus 1967–68 foi uma partida de futebol disputada no Estádio de Wembley em 29 de maio de 1968. A final foi jogada entre o Benfica de Portugal e o Manchester United da Inglaterra, com o Manchester United ganhando por 4-1 após o tempo extra.

## Caminho para a final
| Benfica       | Benfica | Benfica | Benfica | Fase             | Manchester United | Manchester United | Manchester United | Manchester United |
| ------------- | ------- | ------- | ------- | ---------------- | ----------------- | ----------------- | ----------------- | ----------------- |
| Oponente      | Total   | 1º jogo | 2º jogo |                  | Oponente          | Total             | 1º jogo           | 2º jogo           |
| Glentoran     | 1–1 (f) | 1–1 (F) | 0–0 (C) | Primeira fase    | Hibernians        | 4–0               | 4–0 (C)           | 0–0 (F)           |
| Saint-Étienne | 2–1     | 2–0 (C) | 0–1 (F) | Segunda fase     | Sarajevo          | 2–1               | 0–0 (F)           | 2–1 (C)           |
| Vasas         | 3–0     | 0–0 (F) | 3–0 (C) | Quartas-de-final | Górnik Zabrze     | 2–1               | 2–0 (C)           | 0–1 (F)           |
| Juventus      | 3–0     | 2–0 (C) | 1–0 (F) | Semifinais       | Real Madrid       | 4–3               | 1–0 (C)           | 3–3 (F)           |

## O jogo

### Visão geral
O primeiro tempo do jogo passou sem acontecer grande coisa, mas com oito minutos do segundo tempo, Bobby Charlton abriu o placar para o Manchester United com um gol de cabeça. No entanto, a vantagem durou apenas 22 minutos pois Jaime Graça empatou o jogo para o Benfica. O Benfica quase teve a chance de vencer o jogo perto do final do tempo normal, mas o goleiro Alex Stepney fez uma defesa crucial em um chute de Eusébio.
O jogo permaneceu em 1-1 até o final do tempo normal, forçando a partida a ir para o tempo extra. A temperatura estava claramente prejudicando os jogadores, principalmente os atletas do Benfica, que estavam visivelmente cansados quando George Best colocou o United na liderança da partida com três minutos do tempo extra. Brian Kidd, que estava comemorando seu aniversário de 19 anos, fez o terceiro do United um minuto depois. Em seguida Charlton fechou o placar antes de 100 minutos.
O United estava sem Denis Law, que teve uma lesão no joelho e assistiu o jogo na televisão enquanto estava no hospital.
A vitória do United tornou-a a primeira equipe inglesa a vencer o torneio, apenas um ano depois que o Celtic se tornou a primeira equipe britânica. 
A vitória também marcou o ponto culminante dos 10 anos de reconstrução do Manchester United após o desastre aéreo de Munique de 1958, no qual oito jogadores foram mortos e o treinador Matt Busby teve que lutar por sua vida. O capitão Bobby Charlton e Bill Foulkes, que haviam sobrevivido ao acidente, jogaram a final.

### Detalhes
| 29 de maio de 1968 | Benfica   | 1 – 4 (pro) | Manchester United                       | Estádio de Wembley, Londres                    |
| 20:45              | Graça 79' | Relatório   | Charlton 53', 99' · Best 93' · Kidd 94' | Público: 92 225 Árbitro: ITA Concetto Lo Bello |

| Benfica | Manchester United |

| Benfica:    |    |                    |
|             |    |                    |
| G           | 1  | José Henrique      |
| LD          | 2  | Adolfo Calisto     |
| Z           | 3  | Humberto Fernandes |
| Z           | 4  | Jacinto Santos     |
| LE          | 5  | Fernando Cruz      |
| M           | 6  | Jaime Graça        |
| M           | 7  | Mário Coluna       |
| M           | 8  | José Augusto       |
| A           | 9  | José Torres        |
| A           | 10 | Eusébio            |
| A           | 11 | António Simões     |
| Treinador:  |    |                    |
| Otto Glória |    |                    |

| Manchester United: |    |                |
|                    |    |                |
| G                  | 1  | Alex Stepney   |
| LD                 | 2  | Shay Brennan   |
| Z                  | 5  | Bill Foulkes   |
| Z                  | 10 | David Sadler   |
| LE                 | 3  | Tony Dunne     |
| M                  | 4  | Pat Crerand    |
| M                  | 9  | Bobby Charlton |
| M                  | 6  | Nobby Stiles   |
| A                  | 7  | George Best    |
| A                  | 8  | Brian Kidd     |
| A                  | 11 | John Aston     |
| Treinador:         |    |                |
| Sir Matt Busby     |    |                |

Homem do Jogo:
 John Aston (Manchester United)